# Włodzimierz Kotarba
Włodzimierz Kotarba (ur. 5 stycznia 1925 w Lublinie, zm. 31 marca 1994 w Krakowie) – polski piosenkarz.

## Życiorys
Urodził się w rodzinie Izydora (1892–1946), zawodowego oficera, i Janiny Kotarba (1904–1994). Ukończył szkołę podstawową oraz średnią w Krakowie, gdzie uczył się również grać na skrzypcach. Nad początkami jego kariery czuwali Bolesław Wallek-Walewski, Stanisław Bursa oraz Jerzy Gert.
W latach 1945–1947 śpiewał w Zespole Rewelersów w Teatrze Okręgowego Domu Żołnierza. W 1955 roku został członkiem Centralnego Zespołu Artystycznego Wojska Polskiego, a dwa lata później solistą krakowskiej operetki, debiutując partią Pappacody w Nocy w Wenecji. Następnie występował między innymi w Zemście nietoperza, Księżniczce czardasza, Clivii, Hrabinie Maricy oraz Baronie cygańskim. Do 1961 roku pracował w Polskim Radiu.
Jedną z jego najbardziej znanych piosenek był wykonywany w duecie z Barbarą Muszyńską utwór „Tylko echo”. Jego utwór „Bajki” wykorzystano w 1997 roku w serialu telewizyjnym Boża podszewka. 
Zmarł w Krakowie, spoczywa na cmentarzu Rakowickim (kwatera XX-10-15).

## Dyskografia
| Tytuł               | Utwory                                                                        | Źródło |
| ------------------- | ----------------------------------------------------------------------------- | ------ |
| Włodzimierz Kotarba | „Walc” / „Joanna” / „Jesteś inna” / „Alborada”                                | [ 7 ]  |
| Włodzimierz Kotarba | „Carmela” / „Piosenka dla żony” / „Hejnał wspomnienia” / „Kapitańska ballada” | [ 8 ]  |
| Włodzimierz Kotarba | „Musisz mi uwierzyć” / „Nocny lot”                                            | [ 9 ]  |

## Odznaczenia
- Złoty Krzyż Zasługi (8 lipca 1954)[10]
- Złota Odznaka „Za Pracę Społeczną dla miasta Krakowa” (17 lipca 1972)[11]